# Arrunte Tarquinio (hermano de Tarquinio el Soberbio)
Arrunte Tarquinio, Arunte Tarquinio o Arrunta Tarquinio (en latín, Arruns Tarquinius) era un etrusco , hermano de Tarquinio el Soberbio (Lucio Tarquinio), séptimo y último rey de Roma.
Según la mayoría de los autores antiguos, Arrunte y su hermano eran hijos de Lucio Tarquinio Prisco, el quinto rey romano, y de Tanaquil. Sin embargo, en algunas fuentes se les describe como nietos, pudiendo haber sido su padre un tal Cneo Tarquinio, que según una tradición etrusca, fue derrotado y muerto por los héroes Aulo y Celio Vibenna y un tal Mastarna (Macstrna), un aventurero etrusco. Aparentemente, el equivalente etrusco de la palabra latina magister, Mastarna, ha sido identificado con Servio Tulio, el sexto rey de Roma.
Según la leyenda, Servio Tulio había llegado a palacio cuando era niño, tras la captura de Cornículo por Tarquinio Prisco. Tanaquil, que era entendida en augurios celestes, descubrió su potencial de grandeza y poder por varios presagios. Cuando el mayor de los Tarquinios fue asesinado, Tanaquil reveló que estaba simplemente herido e instaló a Servio como regente, prefiriéndolo a sus propios hijos. La tradición etrusca conserva un relato de una revuelta de los hijos de Tarquinio contra la magistratura de Servio. Servio se casó con una hija del mayor de los Tarquinios y, a su vez, le dio sus propias hijas a Arrunte y a Lucio Tarquinio.
Arrunte Tarquinio era apacible y modesto, mientras que su hermano era ambicioso. La esposa de Arrunte, conocida en la historia como Tulia la Menor, por ser la hija menor de Servio, era igualmente ambiciosa, mientras que su hermana mayor, casada con Lucio, no lo era. Tulia trató de colocar a su esposo en el trono, lo que requeriría la muerte de su padre. Pero como Arrunte carecía de la ambición de derrocar a su suegro, Tulia lo asesinó en el 536 a. C. y también a su propia hermana para casarse después con Lucio. Una vez logrado todo esto, ella y Lucio planearon la destrucción de su padre.
Mediante un golpe repentino y sangriento en palacio, los nuevos esposos depusieron y mataron al rey, con lo que Lucio ocupó el trono de Roma. Al segundo hijo de Lucio le pusieron el nombre de su hermano asesinado, pero sería el orgullo arrogante de los hijos de Lucio lo que provocaría la caída de la monarquía romana. El joven Arrunte cayó en la batalla contra el cónsul Lucio Junio Bruto en el 509 a. C.